# Georg Moltke-Rosenkrantz
Georg baron Moltke-Rosenkrantz (18. juni 1786 på Svenstrupgård – 20. maj 1846) var en dansk godsejer, kammerherre og hofchef for dronningens hofetat. Da han fik friherrepatent 1828 tog han navnet Moltke-Rosenkrantz.
Han var søn af general Adam Ludvig Moltke og Margrethe Sophie Hauch. 
Georg Moltke blev gift første gang 1813 med Kirstine enkerigsgrevinde Fædder, f. Gleerup (1784-1820) til Baggesvogn, som han blev godsejer til. Anden gang giftede han sig 1827 med baronesse Catharine Henningia Annette Rosenkrantz til substitutionen for baroniet Villestrup, enke efter sekondløjtnant Peter Frederik baron Reedtz-Thott Rosenkrantz.
Han var Kommandør af Dannebrogordenen og Dannebrogsmand.